# Simitidion simile
Espèce
Synonymes
- Theridion simile C. L. Koch, 1836
- Theridion erebennum Bertkau, 1883
- Theridion salvum O. Pickard-Cambridge, 1912

Simitidion simile, le Théridion similaire, est une espèce d'araignées aranéomorphes de la famille des Theridiidae.

## Distribution
Cette espèce se rencontre en Europe, en Turquie, en Israël, en Iran et en Asie centrale.
Elle a été introduite au Canada.

## Description
Les mâles mesurent de 2,0 à 2,5 mm et les femelles de 1,9 à 2,7 mm.

## Systématique et taxinomie
Cette espèce a été décrite sous le protonyme Theridion simile par C. L. Koch en 1836. Elle est placée dans le genre Simitidion par Wunderlich en 1992.

## Publication originale
- C. L. Koch, 1836 : Die Arachniden. Nürnberg, Dritter Band, p. 1-104 (texte intégral).